# Боасјер де Монтеги
Боасјер де Монтеги (фр. Boissière-de-Montaigu) насеље је и општина у западној Француској у региону Лоара, у департману Вандеја која припада префектури Ла Рош сир Јон.
По подацима из 2011. године у општини је живело 2.147 становника, а густина насељености је износила 73,78 становника/km². Општина се простире на површини од 29,1 km². Налази се на средњој надморској висини од 84 метара (максималној 97 m, а минималној 35 m).

## Демографија
| 1962. | 1968. | 1975. | 1982. | 1990. | 1999. | 2011. |
| ----- | ----- | ----- | ----- | ----- | ----- | ----- |
| 1.313 | 1.383 | 1.430 | 1.500 | 1.584 | 1.568 | 2.147 |

График промене броја становника у току последњих година